# カミラ・メサ
カミラ・メサ（Camila Meza、1985年7月22日 - ）は、ジャズ・ギタリスト、歌手、作曲家である。ニューヨークを拠点に活動する。チリのサンティアゴ出身の女性。メサは母国チリではジャズ界の主要人物の一人と目されてきた。ソロ名義の他、室内楽編成のザ・ネクター・オーケストラを率いて活動している。

## 経歴
サンティアゴ・デ・チレ出身。父はジャーナリストで、若い頃に音楽を学んだ経験のある人物でありクラシック音楽とビートルズの愛好家。ドラマーだった兄弟の影響でジャズ、フュージョンに興味を持つようになった。ハイスクールでギターを始める。彼女自身は最初は1970年代のロック（ジミ・ヘンドリックス、レッド・ツェッペリンを代表とした）に影響を受けた。 高校卒業後、チリの音楽学校、Projazz Instituteに入学しポピュラー音楽とジャズに関する専門教育を受けた。在学中の演奏活動でギターだけでなく次第に歌唱もこなすようになった。
22歳のときに国内でデビュー・アルバムとなるジャズ・スタンダード曲集『Skylark』（2007年）を発表した。その後、ツアーやテレビ出演等の活動を重ねる。2009年には、ビョーク、ジョニ・ミッチェル、レッド・ツェッペリン、南米圏からは母国チリの国民的シンガーソングライターである、ビクトル・ハラ、ブラジルのイバン・リンスといった、影響を受けたポピュラー音楽のミュージシャンのカバー曲を収めたセカンド・アルバム『Retrato』を発表した。
自国でキャリアを築き各所で評価を得ていたと思われる中、23歳でアメリカに渡り、ニュースクール大学に進学してジャズを専攻する。同時に拠点をニューヨークに置き活動を始めた。著名なクラブ（ジャズ・スタンダード、ヴィレッジ・ヴァンガード、ブルー・ノート・ジャズ・クラブ、スモールズ・ジャズ・クラブ 、ロックウッド・ミュージック・ホール）をはじめ、各所で公演を重ねてキャリアを積む。一方、ポーランド、イタリア、ドイツ、フランスで開催されている各国の音楽祭に出演した。2012年に同校を卒業後、アーロン・ゴールドバーグ（ピアノ）をパートナーに迎え、アメリカでのデビュー・ミニ・アルバムとなる『Prisma』（2013年）を発表。
2016年になると彼女はサニーサイド・レコードと契約し、フル・アルバム『トレイセス』を発表した。自作のタイトル曲を始め、スティーヴン・ソンドハイム作のミュージカル曲をカバーし、編曲するなど、古典的なジャズの領域外からも題材をとっている。
同年、イスラエル出身で同じくニューヨークを拠点にして活躍するピアニストであるシャイ・マエストロとのデュオで初来日した。東京、静岡、愛知、京都の各都市の著名ジャズクラブ、ホールにて公演した。
ジャズ・コンボといった形態だけでなく、彼女は室内楽編成（弦楽）の実験的なユニット、ザ・ネクター・オーケストラを持ち、そこではポピュラー、ジャズ、クラシックとの交叉領域での表現を試みている。メンバーとして、スナーキー・パピーのメンバーでもあるニューヨーク在住のドラマー、パーカッショニストの小川慶太、そして同じくニューヨークで活動するヴァイオリン奏者である大村朋子の2人の日本人ミュージシャンが参加している。
2018年10月10日、ソニー・ミュージックのレーベルであるマスターワークスより彼女と契約を交わしたとの発表がなされた。
そして翌2019年5月、カミラ・メサ & ザ・ネクター・オーケストラとして、最新作となるフル・アルバム『アンバー』（Ámbar。スペイン語であるため読みに注意）を当該レーベルよりリリースした。

## 使用機材

### ギター
- サドウスキー SS-15[5]
- ギブソン ES-175

### アンプ
- フェンダー・ツインリヴァーブ (black face)

## 活動形態

### リーダー・プロジェクト
- カミラ・メサ & ザ・ネクター・オーケストラ (Camila Meza & The Nectar Orchestra)

カミラ・メサ (ボーカル、ギター)、ノーム・ウィーゼンバーグ (ベース、ストリング・アレンジ)、エデン・ラディン (ピアノ、キーボード)、小川慶太 (ドラム、パーカッション)、大村朋子 (ヴァイオリン)、フォン・チェム・ホェイ (ヴァイオリン)、ベンヤミン・フォン・グートツァイト (ヴィオラ)、アダム・フィッシャー (チェロ)、ブライアン・サンダーズ (チェロ)

## 受賞歴
- Premios Pulsar: Mejor Artista de Jazz y Fusión (2020)[6]
- Independent Music Awards: Best Song/Latin (2018)[7]
- Independent Music Awards: Adult Contemporary (2016)
- Independent Music Awards: Best Song/Latin (2016)

## ディスコグラフィ

### リーダー・アルバム
- Skylark (2007年、Vértice)
- Retrato (2009年、Vértice)
- Prisma (2013年、CD Baby) ※2011年録音
- 『トレイセス』 - Traces (2016年、Sunnyside)
- 『アンバー』 - Ambar (2019年、Masterworks) ※2017年録音 with ザ・ネクター・オーケストラ

### 参加アルバム
ファビアン・アルマザン
- Rhizome (2014年、Blue Note)
- Alcanza (2017年、Biophilia)

ライアン・ケバリー & カタルシス
- Into The Zone (2014年、Greenleaf Music)
- The Hope I Hold (2019年、Greenleaf Music)

その他
- サラ・エリザベス・チャールズ : 『インナー・ダイアログ』 - Inner Dialogue (2015年、Truth Revolution) ※「Hitian Sunrise」にギターで参加
- Adrian Cunningham & La Lucha : New Holiday Classics (2020年、Arbors)
- デイヴ・ダグラス : Overcome (2020年、Greenleaf Music)
- Adi Meyerson : Where We Stand (2018年、A:M)
- ジヴ・ラヴィッツ : 『ノー・マン・イズ・アン・アイランド』 - No Man Is An Island (2019年、Sound Surveyor Music)

## 公演

### 来日公演
2019
- カミラ・メサ(gtr, vox), シャイ・マエストロ(pf)

京都 - 京都音楽博覧会2019 in 梅小路公園
- カミラ・メサ & ザ・ネクター・オーケストラ: Camila Meza(gtr, vox), Eden Ladin(key, pf), Noam Wiesenberg(b), Keita Ogawa(per, ds), Yuka Matsumoto(vln), Eyuko Suzuki(vln), Ayu Eto(vla), Ayumi Hashimoto(vc)

東京 - ブルーノート東京
2017
- ライアン・ケバリ― & カタルシス: Ryan Keberle (tb, kb), Jorge Roeder (cb), Camila Meza (gtr, vox)

静岡 - LIFE TIME /  京都 - Le Club Jazz / 東京 - Body & Soul, 新宿ピット・イン, 武蔵野スイングホール / 愛知 - STAR EYES
- シャイ・マエストロ・トリオ: Shai Maestoro (pf), Jorge Roeder (b), Ziv Ravitz (ds) feat. Camila Meza(gtr,vox)

東京 - NHKホール - 東京 Jazz Festival
2016
- カミラ・メサ(gtr, vox), シャイ・マエストロ(pf)

東京 - Body & Soul, 新宿ピット・イン, 武蔵野スイングホール /  静岡 - LIFE TIME /  愛知 - STAR EYES / 京都 - Le Club Jazz